# Super Mouse
Super Mouse (スーパーマウス?, Sūpā Mausu) è un videogioco d'azione per arcade edito dalla Taito nel 1982. È stato convertito anche per l'home computer Sord M5 da Takara come Funny Mouse.

## Modalità di gioco
I quattro livelli di Super Mouse sono strutturati in un insieme di piattaforme e scale a pioli, queste ultime di varia lunghezza e disposizione. Il giocatore controlla un topo, il cui suo scopo è raccogliere nove diversi cibi e portarli uno alla volta alla sua tana, posta stabile sulla parte centrale bassa dello schermo.
Come nemici, il topo incontra alcuni cobra e gatti, che appariranno come dal nulla. Per metterli qualche istante fuori gioco vi sono delle rocce situate in cima alle scale da cadere sulle loro teste, e in più, botole che si attivano all'unisono quando ci si salgono sopra per farli precipitare in acqua. Un altro metodo per contrastare per un po' i nemici è piazzare un numero limitato di bombe ed esploderle a piacimento, però tuttavia, se sfruttate nel modo sbagliato coinvolgono anche il topo (perdendo in questo caso una vita). Le bombe vengono sostituite una volta passati al livello successivo, quindi possono venire usate tutte nello stesso livello, se necessario.
Al termine di ogni livello, il giocatore avrà l'opportunità di guadagnare azzardatamente punti aggiuntivi tramite una slot machine. A seconda delle icone che escono, il bonus potrebbe arrivare fino a 1500 punti.

## Musica
Il brano di sottofondo presente in Super Mouse è un arrangiamento ad 8-bit del tema d'apertura de I cavalieri del Nord Ovest, film del 1949.

## Cloni
Sempre per arcade, esiste un bootleg di Super Mouse che porta il nome di Funny Mouse, prodotto da una compagnia chiamata Chuo e uscito nel medesimo anno dell'originale.

## Eredità
Nel 1982 una software house sconosciuta, Techstar, produsse e pubblicò un videogioco del genere labirinto sulla scia di Pac-Man dal titolo Macho Mouse. Esso faceva gran uso di sprite (ma anche musiche) estratti in ripping proprio da Super Mouse.